# Acid (jeu vidéo)
Pour les articles homonymes, voir Acid.
Acid est un jeu vidéo de puzzle sorti en 1999 sur PlayStation uniquement au Japon. Le jeu a été développé et édité par Taki.